# Peter Angelis

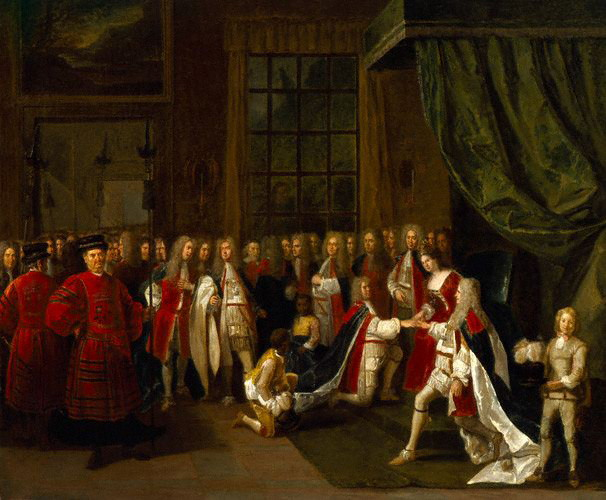
Rainha Ana e a Ordem da Jarreteira por volta 1720, agora no National Portrait Gallery.

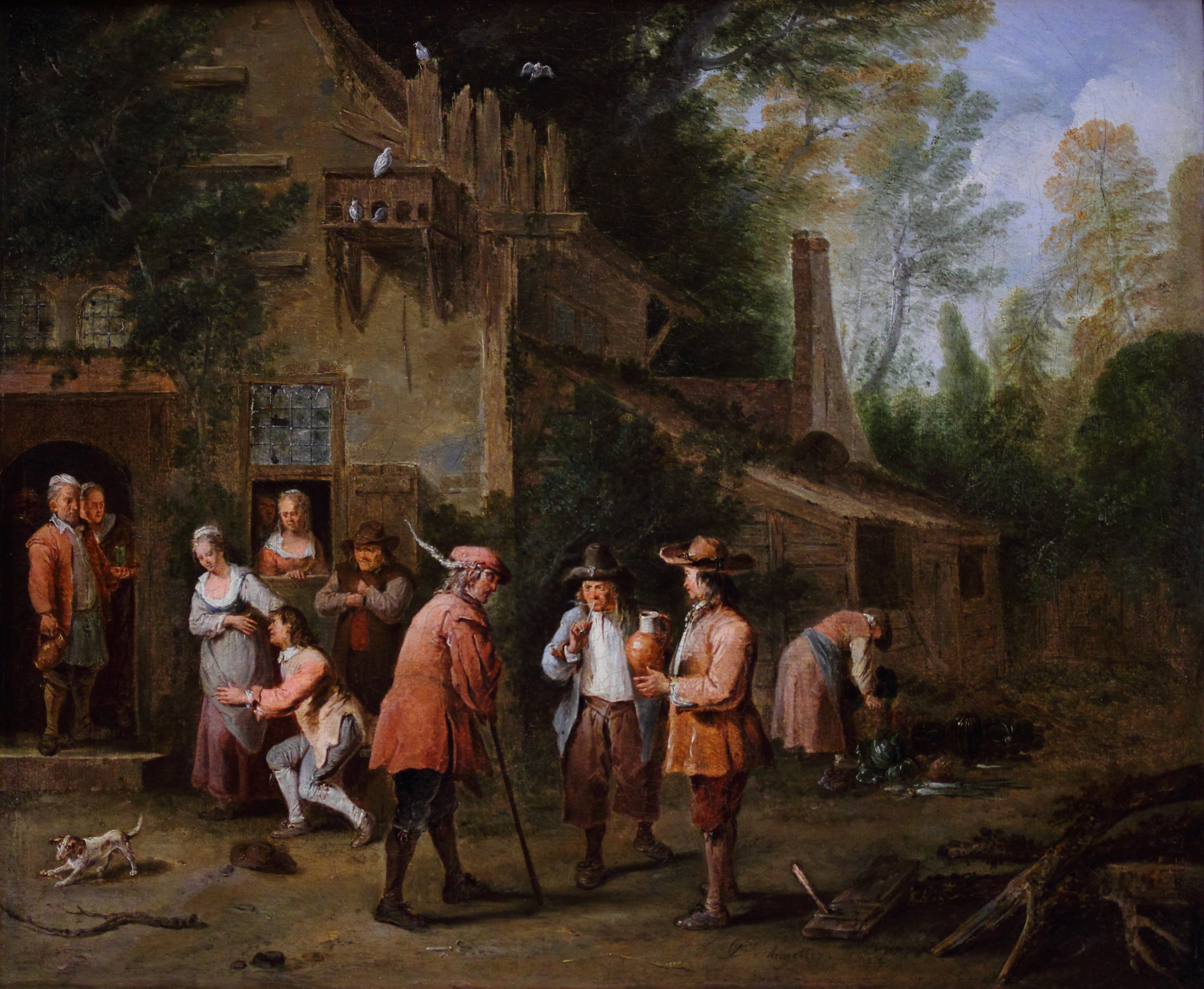
Cena em uma corte de pousada, 1724, agora no Museu de Belas Arte de Rennes.

Peter Angelis (Dunquerque, Nord, França em 5 de Novembro de 1685) foi um pintor ativo nos Flandres, na Alemanha, Itália, Inglaterra e França.

## Vida
Peter Angelis, também mencionado como Pieter Angellis, Pieter Anchillus, Pieter van Angellis ou Pieter Angelles nasceu em Dunquerque na França em 1685. Depois de aprender os rudimentos da arte em sua cidade natal, ele visitou os Flandres, a Alemanha e passou algum tempo na Antuérpia, onde ele foi feito um mestre da Guilda de São Lucas, entre 1715 e 1716; e em Düsseldorf, onde ele tinha a oportunidade de educar-se estudando as pinturas da Electoral Gallery. Ele pintou conversation piece e paisagens com pequenas figuras, em que muitas vezes ele introduziu frutas e peixes.
Por volta de 1719, ele moveu-se para a Inglaterra onde ele conheceu com grande sucesso e ficou por dezesseis anos. Em 1727, ele estabeleceu-se na Itália e passou três anos em Roma, onde os quadros dele eram admirados. Mas sendo de disposição reservada e sem ostentação, ele exibiu os trabalhos dele com relutância, seu temperamento estudioso e sóbrio inclinando-o mais para a busca de sua arte do que para o avanço de sua fortuna. Ele pretendia volta para a Inglaterra, mas quando ele chegou em Rennes, na Bretanha, ele encontrou o trabalho dele em tal demanda lá que ele decidiu ficar. Ele morreu em Rennes em 1734 aos quarenta e nove anos.
Horace Walpole escreveu sobre ele:
A maneira dele era uma mistura de Teniers e Watteau, com mais graça do que o anterior, mais natural do que o último. Seu lápis foi simples, brilhante e harmonioso, mas a colocarão dele é muito fraca e sem energia. Ele mais tarde adotou o hábito de Rubens e van Dyck, mais pinturesco de fato, mas não tão apropriado para melhorar as produções dele em que a beleza chefe deles consistia, a vida familiar.
Angelis pintou Queen Anne and the Knights of the Garter (Rainha Ana e a Ordem da Jarreteira) é pensado para retratar em uma cerimônia realizada no Palácio de Kensington em 1713, vários anos antes de sua chegada a Inglaterra. Esta obra está agora na coleção do National Portrait Gallery.